# Distrito de Ochi (Ehime)
El distrito de Ochi (越智郡 Ochi-gun?) es un distrito (郡 gun?) de la prefectura de Ehime. Tiene una población de 8.419 habitantes y una superficie de 30,35 km² (al 2004).
En la actualidad está conformado por el siguiente pueblo:
- Kamijima

## Historia
- 1897: el 1° de abril se crea el nuevo distrito de Ochi con lo que hasta entonces fueron los distritos de Ochi y Noma (野間郡 Noma-gun?).
- 1899: el 1° de julio la villa de Uzuura (渦浦村 Uzu'ura-mura?) se escinde de la villa de Kameyama (亀山村 Kameyama-mura?).
- 1908: el 1° de enero la villa de Hashihama (波止浜村 Hashihama-mura?) pasa a ser el pueblo de Hashihama (波止浜町 Hashihama-chō?).
- 1908: el 1° de enero la villa de Kikuma (菊間村 Kikuma-mura?) pasa a ser el pueblo de Kikuma.
- 1917: el 1° de octubre la villa de Sakurai (桜井村 Sakurai-mura?) pasa a ser el pueblo de Sakurai (桜井町 Sakurai-chō?).
- 1920: el 11 de febrero se fusionan el pueblo de Imabari (今治町 Imabari-chō?) y la villa de Hiyoshi (日吉村 Hiyoshi-mura?), formando la ciudad de Imabari.
- 1925: el 1° de abril el pueblo de Kikuma absorbe la villa de Kasen (歌仙村 Kasen-mura?).
- 1933: el 11 de febrero la ciudad de Imabari absorbe la villa de Chikami (近見村 Chikami-mura?).
- 1940: el 1° de enero la ciudad de Imabari absorbe la villa de Tachibana (立花村 Tachibana-mura?).
- 1940: el 1° de noviembre la villa de Higashihakata (東伯方村 Higashihakata-mura?) pasa a ser el pueblo de Hakata.
- 1952: el 1° de agosto la villa de Miyakubo (宮窪村 Miyakubo-mura?) pasa a ser el pueblo de Miyakubo.
- 1953: el 1° de enero la villa de Yuge (弓削村 Yuge-mura?) pasa a ser el pueblo de Yuge.
- 1954: el 31 de marzo se fusionan las villas de Nibukawa (鈍川村 Nibukawa-mura?), Kuwa (九和村 Kuwa-mura?), Kanbe (鴨部村 Kanbe-mura?) y Ryuoka (竜岡村 Ryūoka-mura?), formando la villa de Tamagawa (玉川村 Tamagawa-mura?).
- 1954: el 31 de marzo se fusionan las villas de Tsukura (津倉村 Tsukura-mura?), Kameyama, Uzuura y una parte de la villa de Ooyama (大山村 Ooyama-mura?), formando el pueblo de Yoshiumi.
- 1954: el 31 de marzo el pueblo de Miyakubo absorbe una parte de la villa de Ooyama.
- 1955: el 1° de enero el pueblo de Hakata absorbe la villa de Nishihakata (西伯方村?).
- 1955: el 1° de febrero la ciudad de Imabari absorbe los pueblos de Sakurai y Hashihama; y las villas de Tomita (富田村 Tomita-mura?), Shimizu (清水村 Shimizu-mura?), Hitaka (日高村 Hitaka-mura?) y Noma (乃万村 Noma-mura?).
- 1955: el 31 de marzo se fusionan las villas de Ooi (大井村 Ooi-mura?) y Konishi (小西村 Konishi-mura?), formando el pueblo de Oonishi.
- 1955: el 31 de marzo se fusionan las villas de Setozaki (瀬戸崎村 Setozaki-mura?) y Moriguchi (盛口村 Moriguchi-mura?), formando el pueblo de Kamiura.
- 1955: el 31 de marzo se fusionan las villas de Kagami (鏡村 Kagami-mura?) y Miyaura (宮浦村 Miyaura-mura?), formando el pueblo de Oomishima.
- 1955: el 31 de marzo el pueblo de Kikuma absorbe la villa de Kameoka (亀岡村 Kameoka-mura?).
- 1955: el 1° de agosto la ciudad de Imabari absorbe una parte del pueblo de Yoshiumi.
- 1956: el 31 de marzo se fusionan las villas de Kamiasakura (上朝倉村 Kamiasakura-mura?) y Shimoasakura (下朝倉村 Shimoasakura-mura?), formando la villa de Asakura.
- 1956: el 23 de septiembre el pueblo de Oomishima absorbe la villa de Okayama (岡山村 Okayama-mura?).
- 1960: el 1° de marzo la villa de Namikata (波方村 Namikata-mura?) pasa a ser el pueblo de Namikata.
- 1960: el 1° de mayo la ciudad de Imabari absorbe una parte del pueblo de Namikata.
- 1962: el 1° de abril la villa de Tamagawa (玉川村 Tamagawa-mura?) pasa a ser el pueblo de Tamagawa.
- 1964: el 1° de abril la villa de Kamiura (上浦村 Kamiura-mura?) pasa a ser el pueblo de Kamiura.
- 2004: el 1° de octubre se funden el pueblo de Yuge y las villas de Ikina, Iwagi y Uoshima, formando el pueblo de Kamijima.
- 2005: el 16 de enero la ciudad de Imabari absorbe los pueblos de Kikuma, Oonishi, Namikata, Tamagawa, Yoshiumi, Miyakubo, Hakata, Oomishima y Kamiura; y las villas de Asakura y Sekizen.